# Stanisław Budzik
Stanisław Benedykt Budzik (Łękawica, 25 aprile 1952) è un arcivescovo cattolico polacco, dal 26 settembre 2011 arcivescovo metropolita di Lublino.

## Biografia

### Formazione e ministero sacerdotale
Dopo essere entrato nel seminario di Tarnów nel 1971, è stato ordinato sacerdote il 29 maggio 1977 dal vescovo Jerzy Karol Ablewicz. Nello stesso giorno ha ricevuto magistrale contemporaneamente in teologia e in filosofia presso l'Università Cattolica di Lublino. 
Nel 1989 ha conseguito il dottorato in teologia dogmatica ad Innsbruck con una tesi dal titolo Doctor pacis. Theologie des Friedens bei Augustinus, per la quale ha ricevuto un premio e la pubblicazione negli Innsbrucker Theologische Studien. Dal 1986 al 1989 ha servito come cappellano presso la casa generale delle Figlie della Carità a Innsbruck. 
Rientrato in diocesi, ha svolto il ministero di vicario parrocchiale a Limanowa e Tarnów (1980-1982). Dopo essere tornato nella diocesi di Tarnów nel 1989, è stato vicario nella parrocchia di San Massimiliano a Tarnów per quattro mesi. Ha ricoperto il ruolo di responsabile diocesano per la pastorale caritativa e successivamente di direttore della Caritas diocesana.
Dal 1990 al 1995 è stato il primo direttore nonché organizzatore della casa editrice diocesana «Biblos», che ha diretto ancora dal 1997 al 1998. 
Nel 1996 è stato portavoce del vescovo e vicario episcopale del seminario missionario.
Nel 1998 si è abilitato alla pontificia accademia teologica a Cracovia e nel 2002 ha ottenuto l'incarico di professore associato presso la Pontificia Accademia di Teologia di Cracovia dove fino al 2004 ha diretto la Seconda Cattedra di Dogmatica.
Negli anni 1989-2011 è stato docente al seminario maggiore di Tarnów e all'Istituto Teologico, dove è stato a capo del dipartimento di dogmatica. Negli anni 1997-2004 ha tenuto lezioni presso la Pontificia Accademia di Teologia di Cracovia. È autore ed editore di diversi libri e di decine di articoli.
Nel 1999 è stato nominato canonico generale del capitolo della cattedrale di Tarnów, e nel 2001 ne è divenuto ciantro. Nello stesso anno è stato insignito del titolo di cappellano di Sua Santità. Dal 1999 al 2004 è stato rettore del seminario diocesano di Tarnów, dove già dal 1989 ricopriva il ruolo di docente di teologia dogmatica.
È stato membro del consiglio sacerdotale, del collegio dei consultori e del Consiglio per il clero della diocesi di Tarnów (1999). È stato coinvolto nei lavori della Conferenza Episcopale Polacca come segretario della Commissione per le Pubblicazioni Cattoliche (1990-1994), poi come consultore del Consiglio per l'apostolato dei laici (1998-2004).

### Ministero episcopale
Il 24 febbraio 2004 papa Giovanni Paolo II lo ha nominato vescovo titolare di Hólar e vescovo ausiliare di Tarnów. Il 3 aprile 2004 ha ricevuto la consacrazione episcopale dalle mani del vescovo Wiktor Paweł Skworc, co-consacranti l'arcivescovo titolare di Eraclea Józef Kowalczyk, nunzio apostolico e l'arcivescovo di Lublino Józef Mirosław Życiński.
Dal 2007 al 2011 ha ricoperto le funzioni di segretario generale della Conferenza Episcopale Polacca, contribuendo allo sviluppo del nuovo statuto e regolamento, agli accordi con la radio e televisione polacche, all'accordo tra la Chiesa ortodossa autocefala polacca, e la Chiesa greco-cattolica in Polonia sulla risoluzione delle questioni di proprietà controverse. Negli anni 2009-2012 ha è stato membro del Dialogo con la Chiesa russa ortodossa e ha partecipato ai lavori sulla preparazione di un messaggio comune ai popoli polacco e russo, firmato il 17 agosto 2012 al Castello Reale di Varsavia dal patriarca di Mosca e di tutte le Russie Kirill e dall'arcivescovo Józef Michalik, presidente della Conferenza Episcopale Polacca. 
Nel giugno 2010 papa Benedetto XVI lo ha nominato presidente della Commissione Ecclesiastica Concordataria. Nel 2011 è stato eletto membro e poi presidente del consiglio di programmazione dell'Agenzia Cattolica di Informazione KAI. 
Il 26 settembre 2011 papa Benedetto XVI lo ha nominato arcivescovo metropolita di Lublino. Il 22 ottobre successivo ha preso possesso della cattedrale dei santi Giovanni Battista e Giovanni Evangelista. In qualità di arcivescovo di Lublino ha assunto automaticamente la carica di gran cancelliere dell'Università cattolica Giovanni Paolo II di Lublino. Ha ricevuto il pallio a Roma da papa Benedetto XVI il 30 giugno 2012.
Nel 2019 ha convocato il terzo sinodo dell'arcidiocesi di Lublino. 
Il 29 settembre 2021 è stato nominato membro della Congregazione per l'educazione cattolica.
Il 18 febbraio 2023 è diventato membro del Dicastero per la cultura e l'educazione.

## Genealogia episcopale e successione apostolica
La genealogia episcopale è:
- Cardinale Scipione Rebiba
- Cardinale Giulio Antonio Santori
- Cardinale Girolamo Bernerio, O.P.
- Arcivescovo Galeazzo Sanvitale
- Cardinale Ludovico Ludovisi
- Cardinale Luigi Caetani
- Cardinale Ulderico Carpegna
- Cardinale Paluzzo Paluzzi Altieri degli Albertoni
- Papa Benedetto XIII
- Papa Benedetto XIV
- Papa Clemente XIII
- Cardinale Enrico Benedetto Stuart
- Papa Leone XII
- Cardinale Chiarissimo Falconieri Mellini
- Cardinale Camillo Di Pietro
- Cardinale Mieczysław Halka Ledóchowski
- Cardinale Jan Maurycy Paweł Puzyna de Kosielsko
- Arcivescovo Józef Bilczewski
- Arcivescovo Bolesław Twardowski
- Arcivescovo Eugeniusz Baziak
- Papa Giovanni Paolo II
- Vescovo Wiktor Paweł Skworc
- Arcivescovo Stanisław Budzik

La successione apostolica è:
- Vescovo Adam Piotr Bab (2020)

## Opere
- Stanislaw Budzik, La fede in Dio Padre: Incontri con il Catechismo della Chiesa Cattolica, Gioia, 2014, ISBN 978-8375482522.
- Stanislaw Budzik, Amo l'opera dello Spirito Santo: Incontri con il Catechismo della Chiesa Cattolica, Gioia, 2017, ISBN 978-8375482751.
- Stanislaw Budzik, Confido nel Figlio di Dio: Incontri con il Catechismo della Chiesa Cattolica, Gioia, 2017, ISBN 978-8375482225.